# ツルプ寺
ツルプ寺は中華人民共和国チベット自治区トゥールン・デチェン区にある寺。カルマ・カギュ黒帽派の総本山で、1187年にカルマパ一世　トゥースム・キェンパによって建立された。その後、カルマパ二世　カルマ・パクシが1263年に再興。
全盛期には1000人以上の僧侶がいたといわれるが、現在は300名程度。1966年に文化大革命で破壊されたが、復興がかなり進んでいる。